# Zoran Lukić
Zoran Lukić, född 27 november 1956 i Sarajevo i Jugoslavien (nuvarande Bosnien och Hercegovina), är en svensk fotbollstränare. Han var senast tränare för Syrianska FC.
Lukić kommer ursprungligen från Jugoslavien där han under tio år spelade för FK Sarajevo. Under tre år var han proffs i Österrike och representerade först Favoritner AC och därefter VfB Admira Wacker Mödling. Han kom till Sverige i slutet av 1980-talet, innan inbördeskriget i Jugoslavien börjat, efter en varning från Radovan Karadžić att ett sådant krig kanske kunde komma att inträffa, och Zoran Lukić far var serb medan hans mor var kroat.
Lukić gjorde sig ett namn då han tillsammans med Sören Åkeby under åren 1999-2003 tränade Djurgårdens IF. Tränarduon ledde Djurgården till serieseger i Superettan 2000, till Stora silvret 2001, och inte minst till SM-guld 2002 och 2003. Säsongen 2004 fick Lukić ensamt ansvara för Stockholmsklubben. Detta företag slutade emellertid mindre lyckligt för Lukićs del; Djurgårdens kräftgång i serien föranledde Djurgårdens klubbledning att entlediga Lukić från tjänsten som huvudtränare. 
Lukić övertog till säsongen 2005 den anrika göteborgsföreningen Örgryte IS. Debutsäsongen klarade sig Örgryte kvar i Allsvenskan utan kvalspel. Säsongen 2006 gick det dock sämre; Lukić fick avgå från sitt tränaruppdrag sedan laget bara lyckades skrapa ihop 3 poäng på de nio inledande omgångarna. Senare samma säsong tog Lukić över som huvudtränare i Qviding FIF i Superettan. Trots Lukićs förtjänstfulla kunnande[källa behövs] placerade sig Qviding näst sist i tabellen. Säsongen 2007 återfanns därför Lukić och Qviding i Division 1 Södra där laget lyckades ta sig upp till Superettan 2008.
Lukic och Andreé Jeglertz tog över allsvenska Djurgården inför säsongen 2009. Tränarduon ersatte Siggi Jónsson och Paul Lindholm, som i november 2008 fick sparken ett år i förtid efter en svag säsong. Lukic och Jeglertz hade ett delat ledarskap. Uppdelningen i ledarskapet innebär att Lukic främst ansvarade för anfallsspelet och den funktionella tekniken medan Andrée ansvarade för försvarsspelet och spelsystemet/organisationen på planen. I övrigt hade de båda tränarna ett gemensamt ansvar. Kontrakten för båda tränarna skrevs på tre år, men 3 juni 2009 meddelade Djurgården via sin hemsida att Lukic avslutar sin tjänst. Jeglertz fortsatte som ensam tränare. Lukić var huvudtränare i division 3-klubben Sundbybergs IK från 2020 fram till 2022.
I mars 2022 blev Lukić klar som huvudtränare i division 2-klubben Syrianska FC. I januari 2023 offentliggjordes att Lukić och Syrianska gått skilda vägar.

## Meriter

### Tränare
- Svensk mästare 2002, 2003
- Svensk cupmästare 2002
- Årets tränare, herrar 2002, 2003

## Övriga uppdrag
- Expertkommentator i TV4 (Fotbolls-EM 2004, La Liga, Fotbollskanalen)
- Travproffs - kommentator i Ombudskanalen i ATG
- Idrottsföreläsare[6]